# Il était une fois un studio
 (juin 2023).
Si vous disposez d'ouvrages ou d'articles de référence ou si vous connaissez des sites web de qualité traitant du thème abordé ici, merci de compléter l'article en donnant les références utiles à sa vérifiabilité et en les liant à la section « Notes et références ».
Pour plus de détails, voir Fiche technique et Distribution.
ll était une fois un studio (Once Upon a Studio) est un court métrage d'animation américain réalisé par Dan Abraham et Trent Correy sorti en avant-première le 11 juin 2023 au festival international du film d'animation d'Annecy 2023 et sorti mondialement le 16 octobre sur Disney+.

## Synopsis
Un film qui fête les 100 ans des studios Disney, et qui réunit tous les personnages de cet univers.

## Fiche technique
- Titre original : Once Upon a Studio
- Titre français & Titre québécoises : Il était une fois un studio
- Réalisation et scénario : Dan Abraham et Trent Correy
- Montage : Michael Louis Hill
- Musique : Dave Metzger
- Animation : Andrew Feliciano et Eric Goldberg
- Production : Yvette Merino et Bradford Simonsen
- Production exclusif : Jennifer Lee
- Sociétés de production : Walt Disney Animation Studios et Walt Disney Pictures
- Société de distribution : Walt Disney Studios Motion Pictures International
- Pays de production :  États-Unis
- Durée : 9 minutes
- Dates de sortie : 16 octobre 2023 (Disney+)

## Distribution

### Voix originales
- Burny Mattinson : lui-même
- Bret Iwan : Mickey Mouse
- Vanessa Hudgens : Anna
- Kaitlyn Robrock : Minnie Mouse
- Josh Gad : Olaf
- Tress MacNeille : Daisy Duck et Chip
- Rosie O'Donnell : Tok
- Cheech Marin : Banzaï
- Corey Burton : Ludwig Von Drake, Dale et Shere Khan
- Craig Ferguson : Maître Hibou
- Linda Larkin : Jasmine
- Tommy Chong : Yax
- Scott Adsit : Baymax
- Ryan Potter : Hiro Hamada
- Ernie Sabella : Pumbaa
- Kath Soucie : Kanga
- Jonathan Freeman : Jafar
- Keith Ferguson : hibou
- Bill Farmer : Dingo et Pluto
- Joel McCrary : Baloo
- Raymond S. Persi : Flash
- April Winchell : Clarabelle et la Reine de cœur
- Bob Joles : Bagheera
- Tony Anselmo : Donald Duck
- Travis Oates : Porcinet
- Robin Williams : le Génie
- Jodi Benson : Ariel
- Judy Kuhn : Pocahontas
- Lea Salonga : Mulan
- Jeremy Irons : Scar

### Voix françaises
- Laurent Pasquier : Mickey Mouse
- Marie-Charlotte Leclaire : Minnie Mouse
- Sylvain Caruso : Donald Duck
- Claire Guyot : Ariel
- Hervé Rey : Peter Pan
- Alexis Victor : Nick Wilde
- Marie-Eugénie Maréchal : Judy Hopps
- Jean-Claude Donda : Winnie et Flash
- Éric Métayer : Iago
- Féodor Atkine : Hadès
- Richard Darbois : le Génie
- Emmanuel Curtil : Olaf et Dingo
- Wahid Lamamra : Bourriquet
- Frantz Confiac : Maui
- Xavier Fagnon : Ralph la Casse
- Philippe Peythieu : Crapaud Baron Têtard
- Marc Arnaud : Gaston
- Maeva Méline : Raiponce
- Paolo Domingo : Aladdin
- Bernard Alane : Chapelier fou
- Anatole de Bodinat : Timon et Robin des Bois
- Cerise Calixte : Vaiana
- Aurélie Konaté : Tiana
- Emmylou Homs : Anna
- Donald Reignoux : Kristoff et Carl
- Charlotte Hervieux : Elsa
- Kyan Khojandi : Baymax
- Kaycie Chase : Pinocchio, Panpan et Polochon
- Philippe Catoire : Big Ben
- Paul Borne : Petit Jean et Grincheux
- Émilie Rault : Raya
- Mélissa Berard : Renika Williams
- Stéphane Fourreau : le Prince
- Michel Lerousseau : Scar
- Alexia Papineschi : Cendrillon
- Colette Venhard : Flora
- Michel Voletti : Burny Mattinson et Merlin
- Anne Plumet : Pimprenelle
- Océane Demontis : Asha
- Micheline Dax : Ursula (enregistrements archivés)
- Roger Carel : Kaa (enregistrements archivés)
- Pascal Renwick : César (enregistrements archivés)
- Med Hondo : Rafiki (enregistrements archivés)
- Jean Lumière : Jiminy Cricket (enregistrements archivés)
- Didier Gustin : Kuzco (enregistrements archivés)
- Choirs: Camille Donda, David Krüger, Olivier Constantin , Richard Rossignol, Arnaud Léonard, Camille Timmerman, Daniel Beretta, Jean-Claude Donda, Olivier Podesta Aaron Ferrache, Michaël Lelong, Jean-Mathieu Mazarin, Victoria Sio, Charlotte Berry, Gladys Germany, Melissa "Lexa" Berard, Dorothée Pousséo, Dominique Magloire, Manu Lanvin, Lior Chabbat, Daniel Njo Lobé
  - Direction artistique : Laura Préjean
  - Adaptation : Houria Belhadji
  - Direction Artistique Chansons : Quentin Bachelet, Magali Bonfils
  - Adaptation Chanson : Jean Cis et Robert Sauvage
  - Source : Il était une fois un studio (2023) Doublage Francophone / Le Bon Forum